# Gradišar
Gradišar je priimek v Sloveniji, ki ga je po podatkih Statističnega urada Republike Slovenije na dan 1. januarja 2010 uporabljalo 396 oseb in je med vsemi priimki po pogostosti uporabe uvrščen na 882. mesto.

## Znani nosilci priimka
- Cveto Gradišar (*1939), psihiater, družinski terapevt
- Daniel Gradišar, alpinist?
- Dejan Gradišar, elektrotehnik
- Ivan Gradišar, zdravnik ortoped
- Janez Gradišar - Čirčang (*1944), alpinist, himalajist
- Katja Gradišar, zobozdravnica
- Mir(k)o Gradišar (*1951), elektronik, informatik, univ. prof.
- Nejc Gradišar (*2002), nogometaš
- Živojin Gradišar, alpinist?